# Fundação para a Computação Científica Nacional
A Fundação para a Computação Científica Nacional (FCCN) foi uma instituição privada portuguesa sem fins lucrativos de utilidade pública fundada de Janeiro de 1987 a 2013, data em que passou a ser uma unidade da FCT - Fundação para a Ciência e a Tecnologia integrando assim este Instituto Público.
A principal actividade da Unidade FCCN é a gestão e planeamento da Rede Ciência, Tecnologia e Sociedade (RCTS), o backbone de Portugal. A gestão do serviço de registo do domínio de topo .pt, pela FCCN, terá cessado aquando da referida integração na FCT. Para a gestão do .pt terá sido criada a Associação DNS.PT.

## Fundadores
- Instituto Nacional de Investigação Científica, INIC 1
- Junta Nacional de Investigação Científica e Tecnológica, JNICT 1
- Conselho de Reitores das Universidades Portuguesas, CRUP
- Laboratório Nacional de Engenharia Civil, LNEC

## Anotações
- Nota 1:  - Antigo Fundação para a Ciência e a Tecnologia (D.L n.º 188/97, 28 de Julho)
- Nota 2:  - Actual Fundação para a Ciência e a Tecnologia (D.L n.º 55/2013)